# كافيت سيتي
كافيت سيتي (بالإنجليزية: City of Cavite) هي مدينة في الفلبين، ومدينة كبيرة، تتبع كاويته، بلغ عدد سكانها 102٬806  نسمة، في 2015، تبلغ مساحتها 10٫89 كيلومتر مربع، رمزها البريدي هو 4100، و4101، و4125.

## الموقع
تشترك في الحدود مع:
- Kawit [الإنجليزية]‏
- Noveleta [الإنجليزية]‏.

## مدن توأم
المدن التوأم:
- تشيلبانسينغو
- سان دييغو، كاليفورنيا.

## أعلام
- ماريانو ألفاريز
- ليوبولدو سالسيدو
- جولييان فيليبي
- إليانور ماريانو
- دومينيك روكي